# Elsa Barker
Elsa Barker (ur. 1869 w Leicester w stanie Vermont, zm. 31 sierpnia 1954) – amerykańska prozaiczka i poetka. 
Większą część życia spędziła w Nowym Jorku. Była stenografką. W latach 1910–1914 mieszkała w Europie w Paryżu i Londynie, gdzie związała  się z ruchem Różokrzyżowców. W swoich utworach stosowała metodę zapisu automatycznego. Rzekomo kontaktowała się ze zmarłymi. Wydała między innymi tomik wierszy The Frozen Grail, and Other Poems (1910) i książki Letters from a Living Dead Man (1914), War Letters from the Living Dead Man (1915) i Last Letters From the Living Dead Man (1919). Pisała między innymi sonety, na przykład The Mystic Rose, He Who Knows Love i When I Am Dead And Sister To The Dust.